# سلوقس السلوقي
سلوقس السلوقي ولد مابين سنة (190-150ق م) وهو فلكي هلسنتي وفيلسوف قدم من مدينة سلوقية المدينة التي على نهر دجلة عاصمة الإمبراطورية السلوقية، وهو كان من أبرز المؤيدين بأن الشمس هي مركز الكون. كما أنه وضع نظرية المد و الجزر.

## نظريته عن مركزية الشمس
تعلم سلوقس هذه النظرية على يد فلكي هلسنتي آخر وهو أرسطرخس الساموسي في سنة 150 ق م، وايد بأن الأرض هي التي تدور حول الشمس، وحسب بلوتارخ هو أول من فسر عن سبب هذه النظرية، لكن حججه لم تكن مقنعة للناس في ذلك الوقت.

## سلوقس عند سترابو
سلوقس ذكر عند عدة مؤرخين منهم بلوتارخ وأيتيوس وسترابو وكلهم هؤلاء من الإغريق، وذكره أيضا الفارسي محمد بن زكريا الرازي، ووصفه سترابو بانه واحد من أربعة فلكيين كلدان، وذكره مع كيدينو ونابو ريمانو وسودينيا.